# Пластова інтрузія
Пластова інтрузія (рос. пластовая интрузия, англ. Sheet intrusion; нім. Lagergang m, Intrusionslager n, Sill m) – пластоподібне тіло інтрузивних гірських порід, яке залягає згідно з напластуванням вмісних осадових або метаморфічних порід. Довжина П.і. досягає інколи дек. км. 
Інші назви: пластова жила, сілл.